# Gabardini G.9

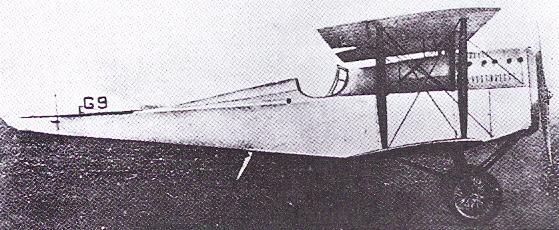
Gabardini G.9

Gabardini G.9 là một loại máy bay tiêm kích hai tầng cánh của Ý, do Gabardini chế tạo năm 1923.

## Biến thể
G.9
G.9bis

## Quốc gia sử dụng
Ý

## Tính năng kỹ chiến thuật

### G.9
Đặc tính tổng quan
- Kíp lái: 1
- Chiều dài: 6 m (19 ft 8 in)
- Sải cánh: 7 m (23 ft 0 in)
- Diện tích cánh: 18 m2 (190 foot vuông)
- Động cơ: 1 × SPA 6a , 164 kW (220 hp)

G.9bis - 1 x Hispano-Suiza HS42 224 kW (300 hp)
Hiệu suất bay
- Vận tốc cực đại: 235 km/h (146 mph; 127 kn)

G.9bis - 250 km/h (155 mph)
- Vận tốc lên cao: 5,55 m/s (1.093 ft/min)
- Thời gian lên độ cao: 5,000 m (16 ft) trong 15 phút